# 姉小路秀綱
姉小路 秀綱（あねこうじ ひでつな）は、戦国時代から安土桃山時代にかけての武将。飛騨松倉城当主。姉小路氏（三木氏）後継者。

## 略歴
姉小路頼綱（三木自綱）の次男として誕生。家系図によれば、飛騨国司姉小路家にも姉小路済俊の嫡男に同名の人物がいたとされる。そちらについての詳細は不明であるものの、本項とは別の人物である可能性が高い。
兄の信綱は叔父の三木顕綱（鍋山顕綱）の謀反計画に加担したとして、父に誅殺された。このため秀綱が嫡男扱いとなり、鍋山顕綱亡き後の鍋山城を一時期預かった。
飛騨国を統一後、姉小路頼綱は家督を秀綱に譲り、高堂城を隠居城とした。秀綱は三木姉小路氏当主になり、飛騨松倉城を本拠地とした。
天正11年（1583年）の賤ヶ岳の戦いなどの騒乱時に、父の頼綱は柴田勝家や佐々成政と通じて羽柴秀吉に対抗した。結果として、柴田氏は滅び天下の趨勢は羽柴秀吉のものとなり、佐々も秀吉に降伏した。
天正13年（1585年）8月、三木姉小路氏は、秀吉の命令を受けて飛騨に侵攻して来た金森長近の追討を受けた。父が金森軍に降伏した後も、しかし秀綱らは徹底抗戦の意志を示し、姉小路軍を飛騨松倉城へ全軍集結させ、弟の三木季綱と共に籠城戦を行った。
南北よりそれぞれ飛騨国へ侵入した金森長近軍と金森可重軍は、各々がその進路を掃討制圧しながら飛騨国中心に向けて進軍し、南北軍は合流し飛騨松倉城を包囲した。金森は秀綱らに対し降伏勧告を行ったが、秀綱は徹底抗戦の意を示した。要害の松倉城は攻め落とすのは簡単ではなかった。城攻めの最中には、姉小路氏の将である畑休高と可重の家臣山蔵宗次の一騎討ちがあり、山蔵宗次が勝利したと伝わる。城は堅牢と言えどそれでも多勢に無勢であり、金森軍中の牛丸親綱ら、かつて飛騨国を追われた国人衆の隊が出丸を占拠した。さらに松倉城方の藤瀬新蔵の家臣が金森軍に寝返り、深夜に城に放火した。城方が混乱している最中に金森軍は全軍を突入させ、松倉城を攻め落とした。
秀綱は愛馬にまたがり城から一気に飛び降り逃走した、と伝わるが、妻も一緒に城から脱出しているので、普通に脱出したと推測される。弟の鍋山季綱と合流した秀綱一行は、妻の実家である春日氏の信濃国淡路城へ向かった。途中、妻と別行動としたが、木曽の所縁の寺を目指したとも、徳川家康の庇護を得ようとしたとも伝わる。この途上秀綱らは落ち武者狩りに遭い、殺害された。
9月2日、羽柴秀吉が上杉景勝に対し、三木自綱・秀綱父子を誅滅し、獄門にかけた旨を伝えている。自綱（頼綱）は生存しているため、秀綱は晒し首にされたと推測される。

## 人物・逸話
- 姉小路秀綱と正室が関わる秀綱神社の由来が遺されている[5]。
- 松倉城落城の際の伝承として、「馬の足跡（岩）」の話が残る。この巨岩は現存し保存されている[6]。
- 島々神社には三木秀綱の方の遺品が残されていた。同地には「秀綱公と奥方の伝説」の案内看板がある。
- 現在、秀綱と奥方の遺品は松本市安曇資料館に展示されている[7]。
- 秀綱遺品とされる「三池典太」の太刀や初代信国がある[8][9][10]。
- 秀綱と奥方の最期の逸話も残されている。秀綱の妻の慰霊碑が徳本峠にある。
- 秀綱の兄弟には、尾張藩に仕えた森直綱、末子の旗本になった三木近綱等がいる
- 長野県木曽町の興禅寺には、秀綱の子・桂岳和尚がいたという伝承がある。